# Theo Lingen

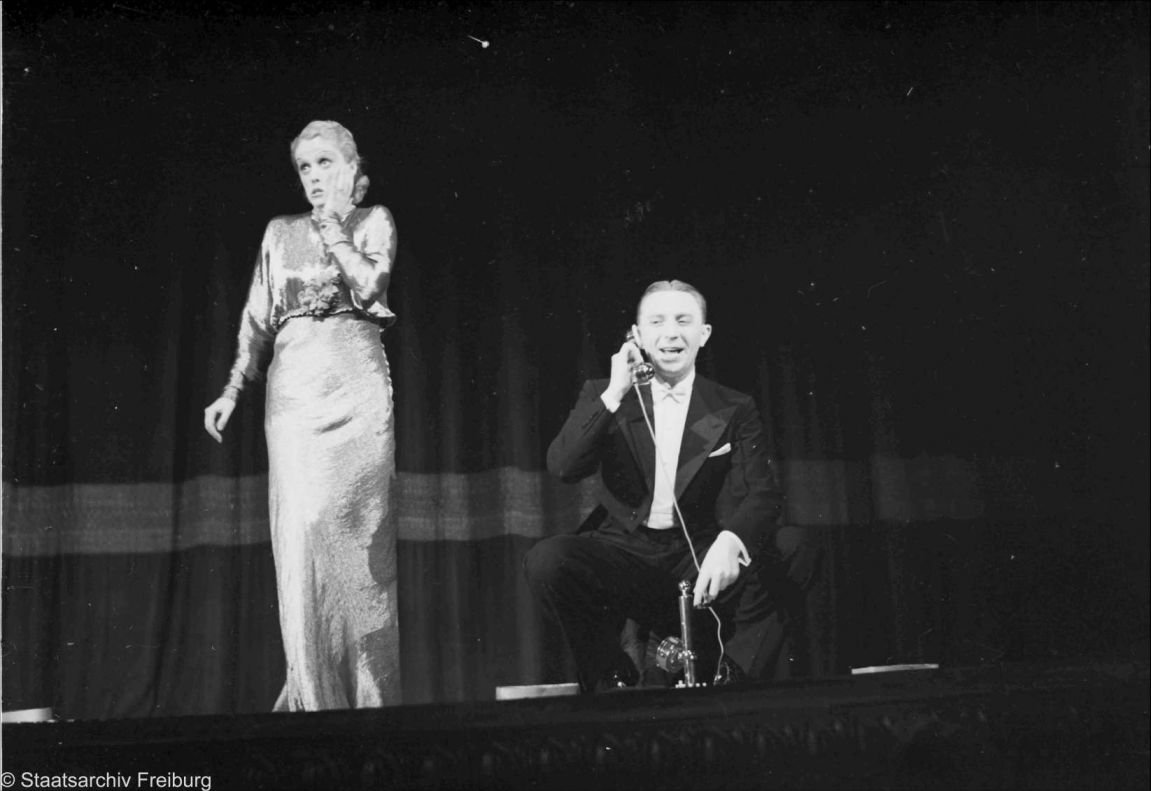
Theo Lingen en Genia Nikolajewa (1936)

Theo Lingen (Hannover, 10 juni 1903 - Wenen, 10 november 1978), artiestennaam van Franz Theodor Schmitz, was een Duits acteur, regisseur en schrijver. Hij was getrouwd met de zangeres Marianne Zoff, de ex-vrouw van Bertolt Brecht.

## Korte biografie
Lingen werd geboren in Hannover als zoon van een jurist. Hij volgde het gymnasium, maar sloot deze opleiding zonder diploma af. Tijdens een opvoering van een toneelstuk op school werd hij ontdekt, en hij nam de naam van de geboortestad van zijn vader, Lingen als artiestennaam aan. Hij speelde in de vroege jaren twintig bij diverse gezelschappen, onder ander in Hannover en Münster. Hij werd bewonderd als karakterkomiek, en speelde rollen in onder andere Brecht's Driestuiversopera. Ook filmregisseur Fritz Lang was overtuigd van Lingens kwaliteiten, in M – Eine Stadt sucht einen Mörder (1931) en Das Testament des Dr. Mabuse (1933) had Lingen serieuzere rollen.
Bij het grote publiek werd Lingen echter voornamelijk bekend door zijn rollen in komische films, vanaf 1929 speelde hij meer dan 200 dergelijke rollen. Met Hans Moser als tegenspeler vormde hij een contrastrijk duo, en ook met Heinz Rühmann was hij vaak in films te zien. Zijn (overigens geacteerde) nasale stem werd zijn handelskenmerk.
Tijdens de Tweede Wereldoorlog overwoog Lingen Duitsland te verlaten. Zijn vrouw was van Joodse afkomst, en Lingen hing een beroepsverbod boven het hoofd. Op basis van zijn populariteit echter kreeg hij dispensatie, en kon zijn carrière voortzetten. Hij verhuisde in 1944 naar Wenen, en in 1945 naar Strobl. Hij werkte in die tijd bij het Weense Burgtheater.
In oktober 1978 werd bij Lingen kanker geconstateerd, aan de gevolgen daarvan overleed hij in een Weens ziekenhuis op 10 november van dat jaar. De stad Wenen eerde hem met een eregraf op de Weense begraafplaats. Om onbekende reden staat op zijn grafsteen foutief het jaar 1979 als jaar van overlijden.

## Filmografie (selectie)
- 1929: Ins Blaue hinein (korte film)
- 1930: Das Flötenkonzert von Sans-souci
- 1930: Die große Sehnsucht
- 1930: Dolly macht Karriere
- 1930: Zwei Krawatten
- 1931: Mann ist Mann (korte film)
- 1931: M – Eine Stadt sucht einen Mörder
- 1931: Meine Frau, die Hochstaplerin
- 1931: Nie wieder Liebe
- 1931: Ronny
- 1931: Die Firma heiratet
- 1932: Friederike
- 1932: Der Orlow
- 1932: Die Gräfin von Monte Christo
- 1932: Der große Bluff
- 1932: Zwei himmelblaue Augen
- 1932: Der Frauendiplomat
- 1932: Moderne Mitgift
- 1932: Das Testament des Cornelius Gulden
- 1932: Flucht nach Nizza
- 1932: Eine Stadt steht kopf
- 1932: Ein toller Einfall
- 1932: Zigeuner der Nacht
- 1932: Nur ein Viertelstündchen (korte film)
- 1932: Mein Name ist Lampe (korte film)
- 1932: Im Bann des Eulenspiegels
- 1933: So ein Mädel vergißt man nicht
- 1933: Das Testament des Dr. Mabuse
- 1933: Ein Unsichtbarer geht durch die Stadt
- 1933: Ihre Durchlaucht, die Verkäuferin
- 1933: Gipfelstürmer
- 1933: Walzerkrieg
- 1933: Keine Angst vor Liebe
- 1933: Liebe muß verstanden sein
- 1933: Der Jäger aus Kurpfalz
- 1933: Zwei im Sonnenschein
- 1933: Die Goldgrube (korte film)
- 1933: Die Blumenmädchen vom Grand-Hotel
- 1933: Das Lied vom Glück
- 1933: Die kleine Schwindlerin
- 1933: Höllentempo
- 1933: Marion, das gehört sich nicht
- 1933: Kleiner Mann – was nun?
- 1933: Kleines Mädel – großes Glück
- 1933: Wie werde ich energisch? (korte film)
- 1933: Welle 4711 (korte film)
- 1933: Gutgehendes Geschäft zu verkaufen (korte film)
- 1933: …und wer küßt mich?
- 1933: Meine Frau – seine Frau (korte film)
- 1934: Konjunkturritter
- 1934: Ein Walzer für dich
- 1934: Der Doppelgänger
- 1934: … heute Abend bei mir
- 1934: Die Finanzen des Großherzogs
- 1934: Gern hab’ ich die Frau’n geküßt
- 1934: Der verlorene Sohn
- 1934: Ich kenn’ Dich nicht und liebe Dich
- 1934: Herr oder Diener (korte film)
- 1934: Mein Herz ruft nach Dir
- 1934: Liebe dumme Mama
- 1934: Ein Mädel wirbelt durch die Welt
- 1934: Schön ist es, verliebt zu sein
- 1934: Csibi, der Fratz
- 1934: Ich sehne mich nach dir
- 1934: Ich heirate meine Frau
- 1934: Ihr größter Erfolg
- 1934: Die Abschieds-Symphonie (korte film)
- 1934: Schlagerpartie (korte film)
- 1935: Der Himmel auf Erden
- 1935: Ich liebe alle Frauen
- 1935: Wer wagt – gewinnt
- 1935: Der Ammenkönig
- 1935: Ein falscher Fuffziger
- 1935: Frühjahrsparade
- 1935: Das Einmaleins der Liebe
- 1935: Winternachtstraum
- 1935: Petersburger Nächte. Walzer an der Newa
- 1935: Held einer Nacht
- 1935: Im weißen Rößl
- 1935: Der Schlafwagenkontrolleur
- 1935: Die Katz' im Sack
- 1936: Der Kurier des Zaren
- 1936: Ungeküßt soll man nicht schlafen geh'n
- 1936: Fräulein Veronika
- 1936: Es geht um mein Leben
- 1936: Der verkannte Lebemann
- 1936: Ein Hochzeitstraum
- 1936: Die Entführung
- 1936: Till Eulenspiegel (ook regie)
- 1936: Opernring / Im Sonnenschein
- 1937: Premiere
- 1937: Zauber der Bohème
- 1937: Der Mann, von dem man spricht
- 1937/1938: Der Tiger von Eschnapur
- 1937/1938: Das indische Grabmal
- 1938: Tanz auf dem Vulkan
- 1938: Diskretion - Ehrensache
- 1938: Die unruhige Mädchen
- 1938: Immer wenn ich glücklich bin..!
- 1939: Marguerite: 3 (ook regie)
- 1939: Opernball
- 1939: Das Abenteuer geht weiter
- 1939: Hochzeitsreise zu Dritt
- 1940: Herz modern möbliert (ook regie)
- 1940: Rosen in Tirol
- 1940: Das Fräulein von Barnhelm
- 1940: Sieben Jahre Pech
- 1940: Ihr Privatsekretär
- 1940: Was wird denn hier gespielt?
- 1940/1941: Hauptsache glücklich (regie)
- 1941: Dreimal Hochzeit
- 1941: Was geschah in dieser Nacht? (ook regie)
- 1941: Frau Luna (ook regie)
- 1942: Wiener Blut
- 1942: Sieben Jahre Glück
- 1942: Liebeskomödie (ook regie)
- 1942/1943: Tolle Nacht (ook regie)
- 1942/1943: Johann
- 1943/1944: Es fing so harmlos an (ook regie en draaiboek)
- 1943: Das Lied der Nachtigall (ook regie en draaiboek)
- 1944/1945: Liebesheirat (ook regie en draaiboek)
- 1944/1949: Philine (ook regie)
- 1947: Wiener Melodien (regie)
- 1947: Hin und her (ook regie en draaiboek)
- 1949: Um eine Nasenlänge
- 1950: Jetzt schlägt’s 13
- 1950: Glück muß man haben / Operettenklänge (ook regie)
- 1950: Der Theodor im Fußballtor
- 1951: Hilfe, ich bin unsichtbar!
- 1951: Durch Dick und Dünn (ook regie en scenario)
- 1952: Schäm dich, Brigitte
- 1952: Die Diebin von Bagdad
- 1952: Heidi
- 1953: Die vertagte Hochzeitsnacht
- 1953: Heimlich, still und leise ...
- 1953: Hurra - ein Junge!
- 1955: Heidi und Peter
- 1955: Wenn die Alpenrosen blüh'n
- 1955: Wie werde ich Filmstar? (ook regie)
- 1955: Die Wirtin zur Goldenen Krone (ook regie)
- 1956: ... und wer küßt mich?
- 1956: Meine Tante – deine Tante
- 1956: Das Liebesleben des schönen Franz
- 1956: Opernball
- 1956: Wo die Lerche singt
- 1956: Der Mustergatte
- 1956: August der Halbstarke
- 1957: Almenrausch und Edelweiss
- 1957: Die Unschuld vom Lande
- 1957: Mit Rosen fängt die Liebe an
- 1957: Egon der Frauenheld
- 1957: Drei Mann auf einem Pferd
- 1957: Die Beine von Dolores
- 1957: Familie Schimek
- 1958: Ein Lied geht um die Welt (Die Joseph-Schmidt-Story)
- 1958: Was ihr wollt
- 1958: Die Sklavenkarawane
- 1958: Im Prater blüh'n wieder die Bäume
- 1958: Eine Reise ins Glück
- 1959: Der Löwe von Babylon
- 1959: Die Gans von Sedan
- 1959: Die Nacht vor der Premiere
- 1960: Pension Schöller
- 1960: Der Teufel hat gut lachen
- 1960: Eine Frau fürs ganze Leben
- 1961: Bei Pichler stimmt die Kasse nicht (ook co-scenario)
- 1963: Der Musterknabe
- 1964: Tonio Kröger
- 1965: Die fromme Helene
- 1965: Don Juan oder die Liebe zur Geometrie
- 1967: Das große Glück
- 1967: Die Heiden von Kummerow und ihre lustigen Streiche
- 1968: Die Lümmel von der ersten Bank – Zur Hölle mit den Paukern
- 1968: Die Lümmel von der ersten Bank – Zum Teufel mit der Penne
- 1969: Die Lümmel von der ersten Bank – Pepe, der Paukerschreck
- 1969: Die Lümmel von der ersten Bank – Hurra, die Schule brennt!
- 1969: Christoph Kolumbus oder Die Entdeckung Amerikas
- 1970: Wer zuletzt lacht, lacht am besten
- 1970: Die Lümmel von der ersten Bank – Wir hau'n die Pauker in die Pfanne
- 1970: Die Feuerzangenbowle
- 1971: Tante Trude aus Buxtehude
- 1971: Die Lümmel von der ersten Bank – Morgen fällt die Schule aus
- 1971: Hilfe, die Verwandten kommen
- 1971: Wenn mein Schätzchen auf die Pauke haut
- 1972: Die Lümmel von der ersten Bank – Betragen ungenügend
- 1972: Die tollen Tanten schlagen zu
- 1972: Betragen ungenügend!
- 1972: Hauptsache Ferien
- 1972: Immer Ärger mit Hochwürden
- 1973: Der Monddiamant
- 1975: Der Geheimnisträger
- 1978: Zwei himmlische Töchter
- 1978: Lady Dracula
- 1975–1978: Lachen Sie mit Stan und Ollie, (moderatie)

### Televisieseries
- 1963: Das alte Hotel
- 1967–1968: Die Witzakademie
- 1968–1970: Donaugeschichten
- 1974: Die Powenzbande
- 1974: Der Monddiamant
- 1975: Hoftheater
- 1975: Beschlossen und verkündet
- 1976: Klimbim
- 1977: Pariser Geschichten
- 1978: Zwei himmlische Töchter
- 1980: Unsere heile Welt (gefilmd in 1977 en voor het eerst uitgezonden bij ZDF op 3 augustus 1980)

## Hoorspelen
- 1949: Theo – Regie: Kurt Wilhelm
- 1950: Ein Sommernachtstraum (naar William Shakespeare) – Regie: Heinz-Günter Stamm
- 1953: Romanze in Doll – Regie: Hanns Korngiebel
- 1953: Der Apollo von Bellac – Regie: Heinz-Günter Stamm
- 1953: Eins, zwei, drei – Regie: Peter Hamel
- 1954: Rendez-vous mit dem Erfolg – Regie: Peter Hamel
- 1954: Minna von Barnhelm (naar Gotthold Ephraim Lessing) – Regie: Willi Schmidt
- 1959: Seien Sie versichert (Sie können versichert sein) – Regie: Peter Hamel
- 1962: Lily Dafon – Eine Pariser Komödie – Regie: Heinz-Günter Stamm
- 1963: Memoiren eines Butlers – Regie: Heinz-Günter Stamm
- 1964: Brave Diebe – Regie: Heinz-Günter Stamm
- 1965: Duell um Aimée – Regie: Heinz-Günter Stamm
- 1972: Eine Minute vor sieben (ook auteur) – Regie: Heinz-Günter Stamm
- 1974: Fein gegen Fein (ook auteur) – Regie: Heinz-Günter Stamm
- 1974: Kidnapping (ook auteur) – Regie: Heinz Günter Stamm